# Interkozmosz–25
Interkozmosz–25 (IK-25) szovjet tudományos ionoszféra-kutató műhold, a szocialista országok közös Interkozmosz űrprogramjának egysége.

## Jellemzői
1991. december 18-án a Pleszeck űrrepülőtérről egy Interkozmosz hordozórakéta a Ciklon-3 (11K68) – 97. eredményes felbocsátás – segítségével indították Föld körüli, közeli körpályára. Az orbitális egység pályája 121.7 perces, 82.5 fokos hajlásszögű (majdnem sarki pálya), elliptikus pálya-perigeuma 440 kilométer, apogeuma 30 800 kilométer volt. Energiaellátását akkumulátorok és napelemek összehangolt egysége biztosította. Több alkalommal végzett pályakorrekciót. Hasznos tömege 1000 kilogramm. Pályaelemei következtében elvileg korlátlan élettartamú.
A műhold a Föld környezetét és a légkört kutatta. Vizsgálta a Nap hatását a Föld sarki ionoszférájában, valamint a magnetoszférában. Az elektromágneses hullámok jelenlétét, hatását a földi légkörben. A kozmikus sugárzás és meteoritrészecskék jelenlétét a műhold pályasíkjában. Megfigyelésnek vetették alá a sarki fény kialakulását, intenzitását, hatását a sarki légkörre.
Az MTA Központi Fizikai Kutatóintézet (KFKI) Atomenergia Kutatóintézet neutronforrásra alapozott aktivációs analitikai módszerrel működő (kombinált mikro-meteorit-detektor) műszerét a visszatérő műholdon felbocsátott, műanyagfólia szerkezetű csapdákkal – (Tánya) begyűjtő – mikro- meteoriteket vizsgálták.
A Csehszlovák Magion–3 elnevezésű ionoszféra-kutató műhold 1991. december 28-án levált az Interkozmosz–25-ről, önálló feladatokat hajtott végre. Pályáját egy prizma (0.3×0.3×0.15 centiméter) kapcsolaton keresztül igazította az anyaműholdhoz. Hasznos tömege 52 kilogramm. 1992 szeptemberében befejezte szakmai programját.